# Chaim Nachman Bialik
Chaim Nachman Bialik (Radi, 9 de janeiro de 1873 — Viena, 4 de julho de 1934) foi um poeta judeu, considerado um dos mais influentes poetas da língua hebraica e poeta nacional de Israel.
Uma das poesias mais famosas de Bialik foi escrita depois do pogrom de Kishinev:
בְּעִיר הַהֲרֵגָה
קוּם לֵךְ לְךָ אֶל עִיר הַהֲרֵגָה וּבָאתָ אֶל-הַחֲצֵרוֹת,
וּבְעֵינֶיךָ תִרְאֶה וּבְיָדְךָ תְמַשֵּׁשׁ עַל-הַגְּדֵרוֹת
וְעַל הָעֵצִים וְעַל הָאֲבָנִים וְעַל-גַּבֵּי טִיחַ הַכְּתָלִים
אֶת-הַדָּם הַקָּרוּשׁ וְאֶת-הַמֹּחַ הַנִּקְשֶׁה שֶׁל-הַחֲלָלִים
Tradução
Na cidade assassinada
Levanta-te e vai à cidade assassinada

e com os teus próprios olhos verás, e com as tuas mãos sentirás

nas cercas e sobre as árvores e nos muros

o sangue seco e os cérebros duros dos mortos…